# Суперяйце

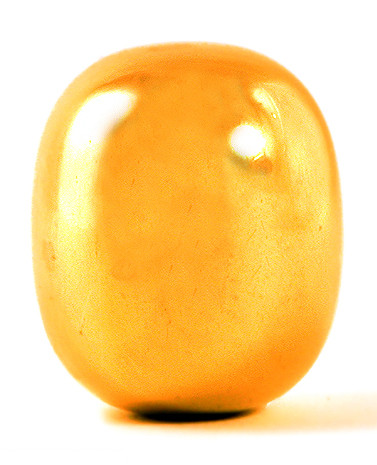
Латунне суперяйце роботи Піта Хейна

Суперяйце — в геометрії тіло обертання, отримане шляхом обертання супереліпса з показником степеня більшим за 2 навколо його більшої осі. Може розглядатись як частковий випадок супереліпсоїда.
На відміну від еліпосїда обертання суперяйце може вертикально стояти на плоскій горизонтальній поверхні чи на верхівці іншого суперяйця, завдяки тому, що кривина поверхні на кінцях суперяйця дорівнює нулю.
Ця форма популяризувалась данським вченим, письменником, винахідником, художником та інженером Пітом Хейном (1905–1996).  Суперяйця з різних матеріалів в 1960-х роках продавались як сувеніри. В 1971 році з нагоди лекцій Піта Хейна в Глазго біля входу спортивно-розважального комплексу Кельвін-Хол було встановлено алюмінієве яйце масою у тонну.

## Математичний опис
Суперяйце має форму супереліпсоїда з круглим поперечним перерізом. Він описується рівнянням
{\displaystyle \left|{\frac {\sqrt {x^{2}+y^{2}}}{r}}\right|^{p}+\left|{\frac {z}{h}}\right|^{p}\leq 1}
де r — «екваторіальний» радіус (горизонтальний радіус у найширшій частині);
h — піввисота.
Показник степеня p визначає ступінь площинності кінців яйця та його гладкості в екваторіальній частині. Піт Хейн віддавав перевагу значенню p = 2,5 (такий показник степеня має спроектована ним супереліптична форма кільцевої транспортної розв'язки на площі Сергельсторг у Стокгольмі) і r/h = 3/4.
При заміні у рівнянні знака нерівності на знак рівності можна отримати рівняння поверхні суперяйця.